# Isla Júpiter
Isla Júpiter (Jupiter Island) es una isla en el condado de Martín, Florida, Estados Unidos. La población era de 620 en el censo del 2000. forma parte del Área metropolitana de Port St. Lucie. En el 2004, la Oficina del Censo de los Estados Unidos estimó que la población había aumentado a 653. Algunas de las personas más ricas de los Estados Unidos viven en la isla Júpiter; tiene el más alto ingreso per cápita de cualquier otro lugar de ese país.

## Geografía
La isla Júpiter está localizada en 27.057287, -80.113616. De acuerdo a la Oficina del Censo de los Estados Unidos, rl pueblo tiene una superficie de 9.4 km², de los cuales 7.0 km²  son de tierra y 2.3 km² de ella (24.86%) es agua.  Tiene una típica playa atlántica con dunas y vegetación baja isla arrecife,  de 800 metros de ancho por 13 kilómetros de largo La mitad de la isla está justo afuera de Hobe Sound. el puente sur conecta con la ciudad de Júpiter, al norte de Palm Beach. a 90 minutos de Miami en auto y a 10 minutos en helicóptero

## Demografía
En el censo del 2000, había 620 personas, 285 propiedades, y 190 familias residiendo en el pueblo. La densidad de población era de  88.0/km². Había 494 unidades habitacionales dando un promedio de 70.1/km². La composición racial era de 94.35% blancos, 1.29% afroamericanos.

## Historia
En 1931, Joseph Pryor y Permelia Pryor Reed eran propietarios de la totalidad de la isla Júpiter. Vendieron tierras solo a Skull and Bones. Permelia Reed era representante de la isla cuando George H. W. Bush fue nombrado Presidente de los Estados Unidos  Presidente en 1989. En reconocimiento a sus nexos el presidente Bush nombró al hijo de Permelia, Joseph Reed Jr, jefe de protocolo del Departamento de Estado de los Estados Unidos. a cargo de los convenios privados con dignatarios extranjeros. Averell Harriman hizo de la isla Júpiter en 1940 el Cuartel General del aparato de Seguridad de Estados Unidos. Esta isla comenzó a ser probablemente el lugar más secreto del país, siendo este vecindario el más exclusivo entre 1946-48.
El 28 de marzo de 1949, James Forrestal Secretario de Marina de los Estados Unidos fue sacado a la fuerza de su oficina y llevado en un avión de la Fuerza Aérea a Florida aterrizando en Hobe Sound  (Isla Júpiter), donde  Robert Lovett y un siquiatra del Ejército le aplicaron drogas. Se suicidó más tarde.

## Residentes notables
Los jugadores profesionales de  golf Gary Player, Tiger Woods y Nick Price viven en Jupiter Island, así como los cantantes Céline Dion y  Alan Jackson. Richard Lerner, químico de investigación, empresario, Presidente y CEO de  The Scripps Research Institute mantiene un hogar en la comunidad. El editorialista Nelson Doubleday es un visitante de verano. El dueño de los Baltimore Ravens,  Stephen Bisciotti también. Burt Reynolds es un bien conocido residente. El expresidente George H. W. Bush fue quizás el residente más famoso. Sam Pryor tiene una propiedad.

## Antiguos residentes
- Prescott Bush[5]
- George Herbert Walker, Jr (El "tío" Herbie)[5]
- Averell Harriman[5]
- Robert Lovett[5]
- Charles Payson y su esposa, Joan Whitney Payson.[5]
- John Hay Whitney,[5] dueño de Freeport Sulphur[5] que fue la Empresa más perjudicada por Fidel Castro en Cuba y Jefe de Clay Shaw y de David Ferrie.[5]
- Walter Carpenter, Jr. presidente del comité de Finanzas de la Du Pont  (1930-1940).[5]
- Paul Mellon, heredero de la fortuna de los Mellon.[5]
- Carl Tucker produce equipos de guía electrónica para la Marina de los Estados Unidos y es dueño junto a los Mellon de la mayor parte del petróleo sudamericano.[5]
- Nelson Doubleday[5]
- George Merck, Presidente de Merck & Co.[5] que supervisó el germen de la guerra biológica de los Estados Unidos durante la Segunda Guerra Mundial en Fort Detrick.
- A.L. Cole Director Ejecutivo de Readers Digest.[5]